# Ted Shackelford
Pour les articles homonymes, voir Shackelford.
Ted Shackelford est un acteur américain né le 23 juin 1946 à Oklahoma City, Oklahoma aux États-Unis.

## Biographie
Il a joué dans de nombreuses séries télévisées, en particulier Côte Ouest de 1979 à 1993, et Dallas de 1979 à 1982, séries dans lesquelles il tenait le rôle de Gary Ewing.
De 2007 à 2014, il est Jeffrey Bardwell dans Les Feux de l'amour. En 2013, il reprend son rôle de Gary Ewing dans la nouvelle version de Dallas.

## Filmographie

### Cinéma
- 2001 : Air Panic, de Bob Misiorowski : le capitaine O'Kelly

### Télévision

#### Téléfilms
- 2003 : Le Cœur enseveli (Cave In): Chef Bogen
- 2003 : Pour l'amour d'un chien (Miracle Dogs) : Dr Ben Logan
- 2005 : Seule face à l'enfer (Officer Down) : Commissaire Donald Hallows

#### Séries
- 1975 - 1977 : Un autre monde (Another World) : Ray Gordon
- 1977 - 1978 : Wonder Woman : Pete Johnson (S02É05 « La Taupe »/VO : Knockout)[1] ; Adam Clement (S03É07 « Bombe à retardement »/VO : Time Bomb)[2]
- 1979 - 1982, 1985 et 1991 : Dallas : Gary Ewing (9 épisodes)
- 1979 - 1993 : Côte Ouest (Knots Landing) : Garrison « Gary » Ewing
- 1987 : Alfred Hitchcock présente (Alfred Hitchcock presents) : Garret (S02É04 « Dans les souliers d'un autre »/VO : If the Shoe Fits)[3]
- 1988 : La Quatrième dimension (The Twilight Zone) : Père Mark Cassidy (S03É03 « Le Prix de la culpabilité '»/VO : The Crossing)
- 1997 : Retour sur la Côte Ouest (Knots Landing : Back to the Cul-de-Sac) : Garrison « Gary » Ewing
- 1999 : Au-delà du réel, l'aventure continue (The Outer Limits) : le haut secrétaire Paul Kohler (S05É04 « Les Grells »/VO : The Grell)[4],[5]
- 2001 : Spin City : Barry Simmons (S06É01, « Revenant »/VO The Arrival)[6]
- 2004 : Division d'élite (The Division) : Ted Hillford (S04É10 « Une famille heureuse ? »/VO The Fall of the House of Hayes)[7]
- 2005 : Preuve à l'Appui (Crossing Jordan) : Emmett Parker (S04É17 « Preuves à tout prix »/VO : Locard's Exchange)[8]
- 2006 - 2015 : Les Feux de l'amour (The Young and the Restless) : William Bardwell puis Jeffrey Bardwell
- 2007 : Dirty Sexy Money : Dr Peter Delafield (S01É04 « Escapade en Italie »/VO  The Chiavennasca)[9]
- 2013 : Dallas : Garrison « Gary » Ewing (S02É07 à 09)
- 2017 : NCIS : Stewart (S15É05 « Une histoire à raconter »/VO Fake It 'Til You Make It)[10]